# Mistrzostwa Świata U-19 w Rugby Union Mężczyzn 1990
Mistrzostwa Świata U-19 w Rugby Union Mężczyzn 1990 – dwudzieste drugie mistrzostwa świata U-19 w rugby union mężczyzn zorganizowane przez FIRA, które odbyły się w Treviso w dniach od 10 do 15 kwietnia 1990 roku.

## Grupa A
Argentyńczycy rozgromili Polaków 115-6, Włochów pokonali zaś 30–18.
| Miejsce | Reprezentacja   |
| ------- | --------------- |
| 1       | Argentyna U-19  |
| 2       | Francja U-19    |
| 3       | Włochy U-19     |
| 4       | ZSRR U-19       |
| 5       | Rumunia U-19    |
| 6       | Polska U-19     |
| 7       | Portugalia U-19 |
| 8       | Hiszpania U-19  |

## Grupa B
| Miejsce | Reprezentacja        |
| ------- | -------------------- |
| 1       | Chińskie Tajpej U-19 |
| 2       | Czechosłowacja U-19  |
| 3       | Belgia U-19          |
| 4       | RFN U-19             |
| 5       | Tunezja U-19         |
| 6       | Holandia U-19        |
| 7       | Maroko U-19          |
| 8       | Jugosławia U-19      |
| 9       | Szwajcaria U-19      |